# Scytodes zapatana
Scytodes zapatana är en spindelart som beskrevs av Willis J. Gertsch och Stanley B. Mulaik 1940. Scytodes zapatana ingår i släktet Scytodes och familjen spottspindlar. Inga underarter finns listade i Catalogue of Life.